# The Butcher & The Blade
The Butcher & The Blade es un tag team de lucha libre profesional que actualmente trabaja en All Elite Wrestling (AEW).
El equipo debutó en septiembre de 2017 y luchó en el circuito independiente, así como en varias promociones regionales como Bar Wrestling, Beyond Wrestling e Empire State Wrestling en los Estados Unidos y Capital City Championship Combat (C4) y Smash Wrestling en Canadá.

## Historia

### Circuito independiente (2017-2019)
The Butcher y The Blade hicieron su debut en Pro Wrestling Rampage (PWR) el 9 de septiembre de 2017, derrotando a The Upper Echelon (Colby Redd y PB Smooth) para el PWR Tag Team Championship. A partir de enero de 2018, se convirtieron en un equipo regular en Empire State Wrestling (ESW) con sede en Buffalo, Nueva York, llamando a la promoción su hogar y compitiendo contra equipos que involucran a Último Dragon, Eddie Kingston y Homicide . En abril de 2018, hicieron su debut en Bar Wrestling haciendo equipo con Brody King en un esfuerzo por perder contra Eli Drake, Joey Ryan y Kevin Martenson. Más tarde se unirían con Tyler Bateman como "Two Butchers and The Blade" en el Torneo de tríos de Bar Wrestling, perdiendo ante SoCal Uncensored (Christopher Daniels, Frankie Kazarian y Scorpio Sky). El 8 de agosto de 2019, hicieron su debut en Progress Wrestling perdiendo ante Aussie Open (Kyle Fletcher y Mark Davis) en un combate de equipo de tres vías con The Dark Order (Evil Uno y Stu Grayson).

### All Elite Wrestling (2019-presente)
En el episodio del 27 de noviembre de 2019 de AEW Dynamite, The Butcher y The Blade, liderados por Allie como "The Bunny", hicieron su debut en All Elite Wrestling (AEW) cuando atacaron a Cody Rhodes después de venir de debajo de la colchoneta. Más tarde MJF y Wardlow revelaron que estaban detrás del ataque contra Cody, formando así una alianza con The Butcher, The Blade y The Bunny. Hicieron su debut en el ring en el episodio de Dynamite del 11 de diciembre de 2019, derrotando a Cody y QT Marshall. En Bash at the Beach, The Butcher y The Blade se unieron con MJF y derrotaron a Diamond Dallas Page, Dustin Rhodes y QT Marshall.

## Vidas personales
Antes de hacer su debut en la lucha libre en 2016, Andy Williams (nacido el 12 de diciembre de 1977) ha sido mueren cada vez que me 's guitarrista desde que co-formó la banda en 1998. Jesse Guilmette (The Blade) y Laura Dennis (The Bunny) son parejas de la vida real y se casaron el 21 de septiembre de 2013.

## Campeonatos y logros
- Pro Wrestling Rampage
  - PWR Tag Team Championship (1 vez)[1]